# Каасик, Александр Александрович
Александр (Александер) Александрович Ка́асик (эст. Aleksander Kaasik; 14 февраля 1908, Ревель, Российская империя— 8 января 1994, Таллин, Эстония) — эстонский советский скульптор. Заслуженный деятель искусств Эстонской ССР (1958), профессор.

## Биография
Четвёртый, младший сын в семье фабричного рабочего, музыканта-любителя. Отец умер от пневмонии 8 января 1908 года, ещё до рождения сына Александра.
В 1917—1924 годах учился в Таллинской 8-классной школе (ныне — гимназия имени Мийны Хярма), затем — в Государственной индустриальной школе искусств (1924—1931).
Был свободным художником с 1931 по 1941 год, работал, главным образом, в Таллине. В 1941 году был мобилизован в Красную армию, с 1943 по 1944 год работал художником в Москве. С 1944 по 1982 год преподавал предмет «скульптура» в Государственном институте художеств Эстонской ССР, доцент с 1955 года, профессор с 1965 года и профессор-консультант с 1973 года. Заведующий кафедрой скульптуры с 1946 по 1955 год.
Похоронен 13 января 1994 года на Лесном кладбище Таллина.

## Известные работы
- Памятник М. И. Калинину (1950, Сталинградская[4] (ныне — Башенная) площадь, Таллин, архитектор Арнольд Алас, демонтирован в 1990 году, статуя в экспозиции Музея оккупаций в Таллине[5]).
- Памятник Сталину в Пярну (1952, демонтирован в 1961 году).
- Памятник Сталину в Йыгева (1952, демонтирован в 1957 году).
- Памятник делегатам I съезда профсоюзов Эстонии (1963, Таллин, Тоомпарк)[6].
- Скульптура «Сестра милосердия». В 1939 году была объявлена памятником искусства как «художественная ценность Таллина, связанная с функциональной архитектурой». Была установлена на доме по адресу ул. Тынисмяги 5, относившемуся к Тынисмяэскому больничному комплексу. В 2007 году была демонтирована, так как находилась в аварийном состоянии[7][8].
- Бюст Карла Меннинга, памятник искусства (1970). Установлен в фойе театра «Ванемуйне» в Тарту[9].
- Бюст-памятник Яану Сихверу в Вильянди (1979). Демонтирован.
- Барельеф Георга Отса на доме по адресу бульвар Каарли 5, Таллин (соавтор Игорь (Ике) Волков, 1980); памятник искусства[10].